# Alt-Spenrath

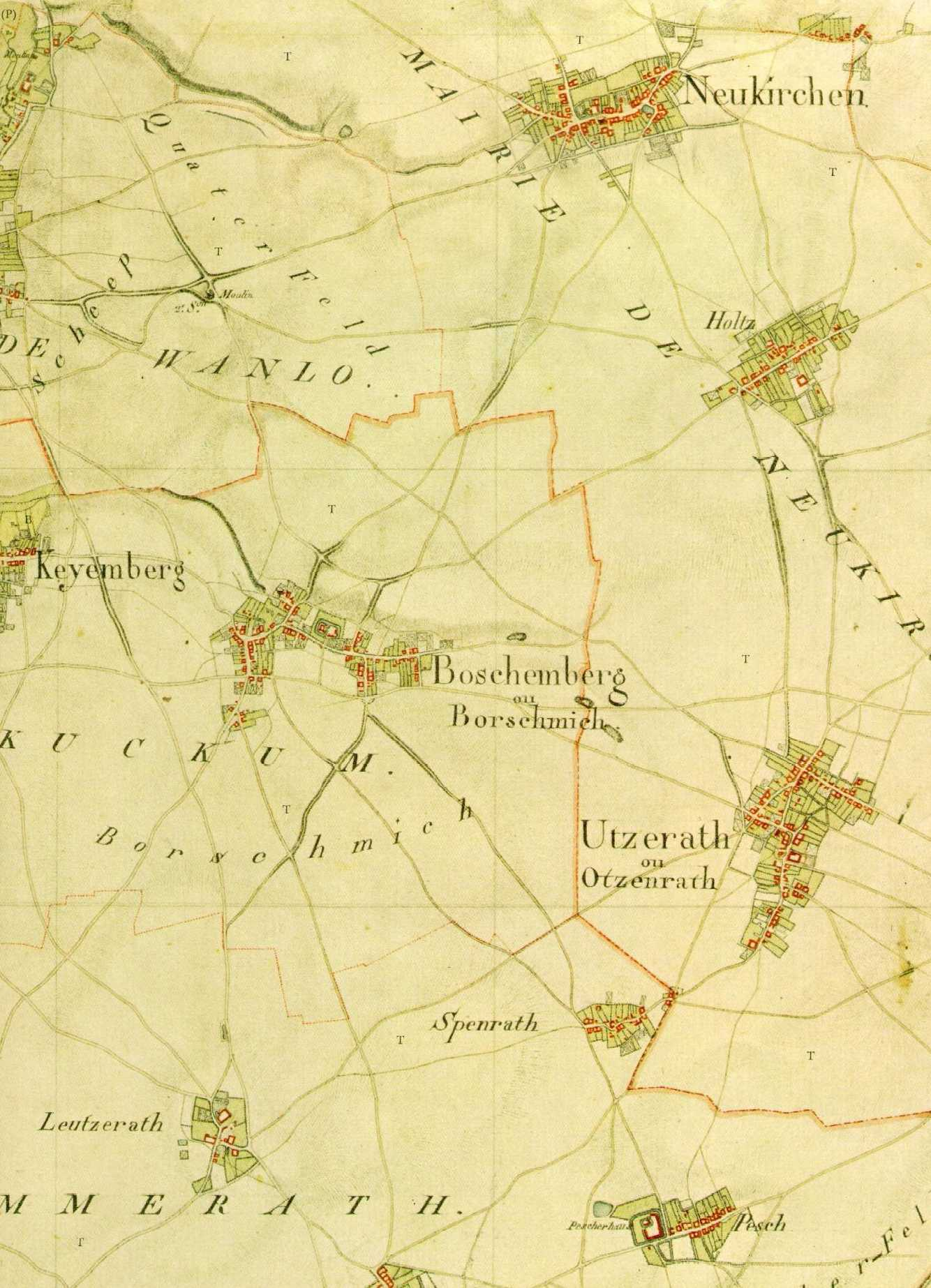
Spenrath und Nachbarorte auf der Tranchotkarte um 1806

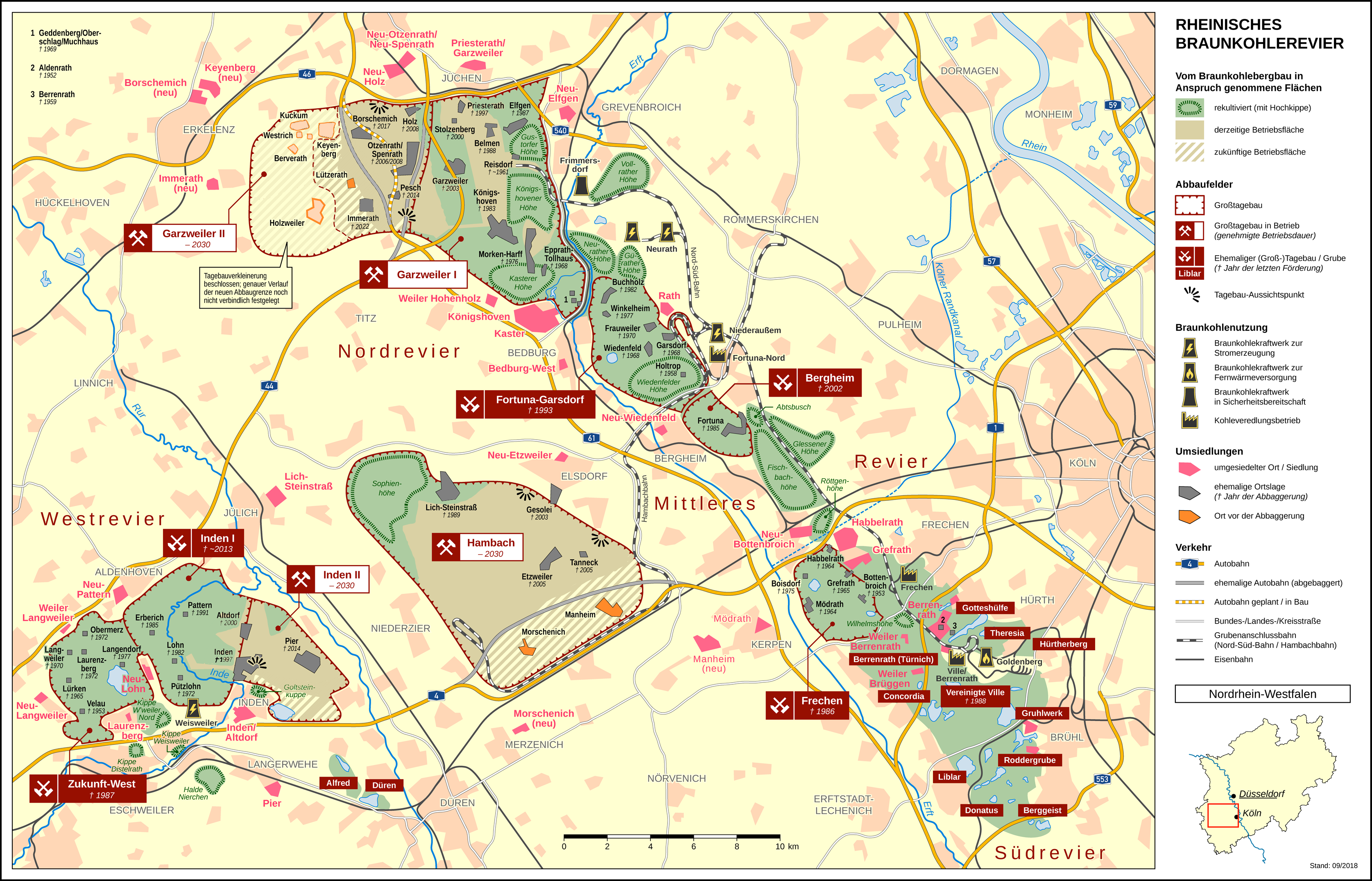
Lage des ehemaligen Ortes Spenrath im Rheinischen Braunkohlerevier

Spenrath (während der Umsiedlung Alt-Spenrath) war ein Ortsteil der damaligen Gemeinde, heutigen Stadt Jüchen in Nordrhein-Westfalen. Spenrath musste dem Tagebau Garzweiler von RWE Power weichen. Ende Juni 2010 lebten hier noch drei Einwohner. Seit dem März 2012 ist der Ort komplett entvölkert. Die meisten Bewohner siedelten in den neuen Ort Spenrath um.

## Geographie

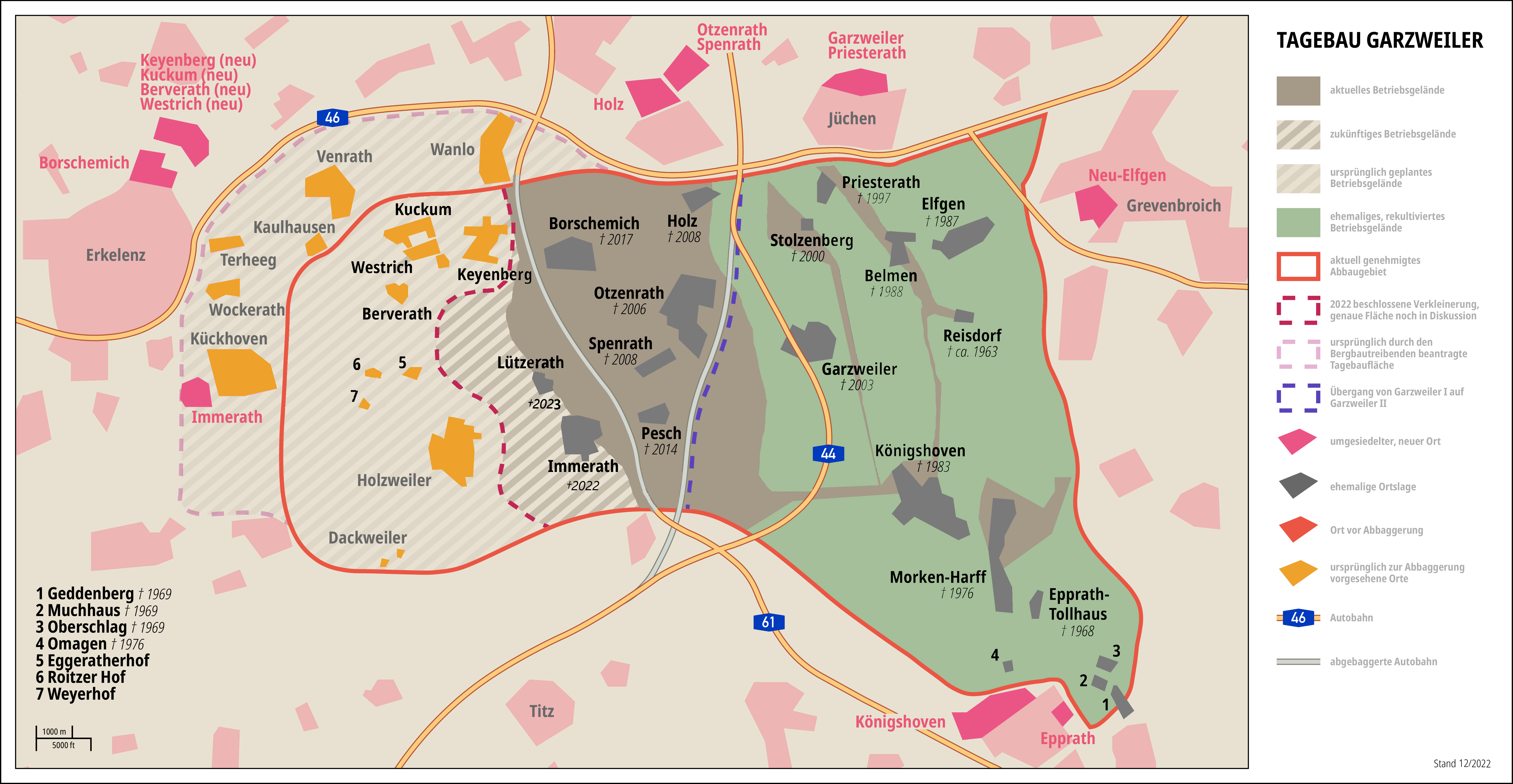
Geplantes Abbaugebiet Garzweiler II

An Spenrath grenzte im Norden das Dorf Otzenrath, im Süden das Dorf Pesch, im Südwesten der Ort Immerath, sowie im Nordwesten das Dorf Borschemich. Alle Nachbarorte von Alt-Spenrath befanden sich ebenfalls im Abbaugebiet des Tagebaus und wurden somit ebenfalls umgesiedelt und abgerissen.

## Geschichte
Das Dorf wurde 1398 erstmals als Spenrode erwähnt. 1650 lebten hier 10 Familien. Im 19. Jahrhundert entstand ein großer Gutshof an der Baumstraße. 1836 wurde am Wegstern zwischen Spenrath und Pesch eine Windmühle errichtet. 1893 erhielt sie einen Dampfantrieb und später einen Elektromotor. 1926 brach die Mühle zusammen.
Die Abbrucharbeiten im Dorf begannen im Juni 2007. Zunächst wurden die Häuser in der Baumstraße, dem westlichen Teil Spenraths, abgerissen. Zu diesem Zeitpunkt war der Ort bereits vollständig umgesiedelt; nur der Gutshof Spenrath am westlichen Ende war noch bewohnt. Dieser wurde bis zum Sommer 2013 auch noch landwirtschaftlich genutzt. Die meisten Bewohner Spenraths zogen nach Neu-Spenrath.
Mitte 2013 wurde als letztes Gebäude Spenraths der Gutshof abgerissen.

## Bevölkerungsentwicklung
Einwohnerzahlen bis 1970
| Jahr | 1722 | 1799 | 1832 | 1871 | 1895 | 1905 | 1950 | 1970 | 1980 | 1990 | 1999 | 2007 | 2008 | 2010 | 2012 |
| Ew.  | 68   | 136  | 187  | 204  | 263  | 266  | 254  | 196  | 168  | 170  | 189  | 7    | 5    | 3    | 0    |

## Fotos

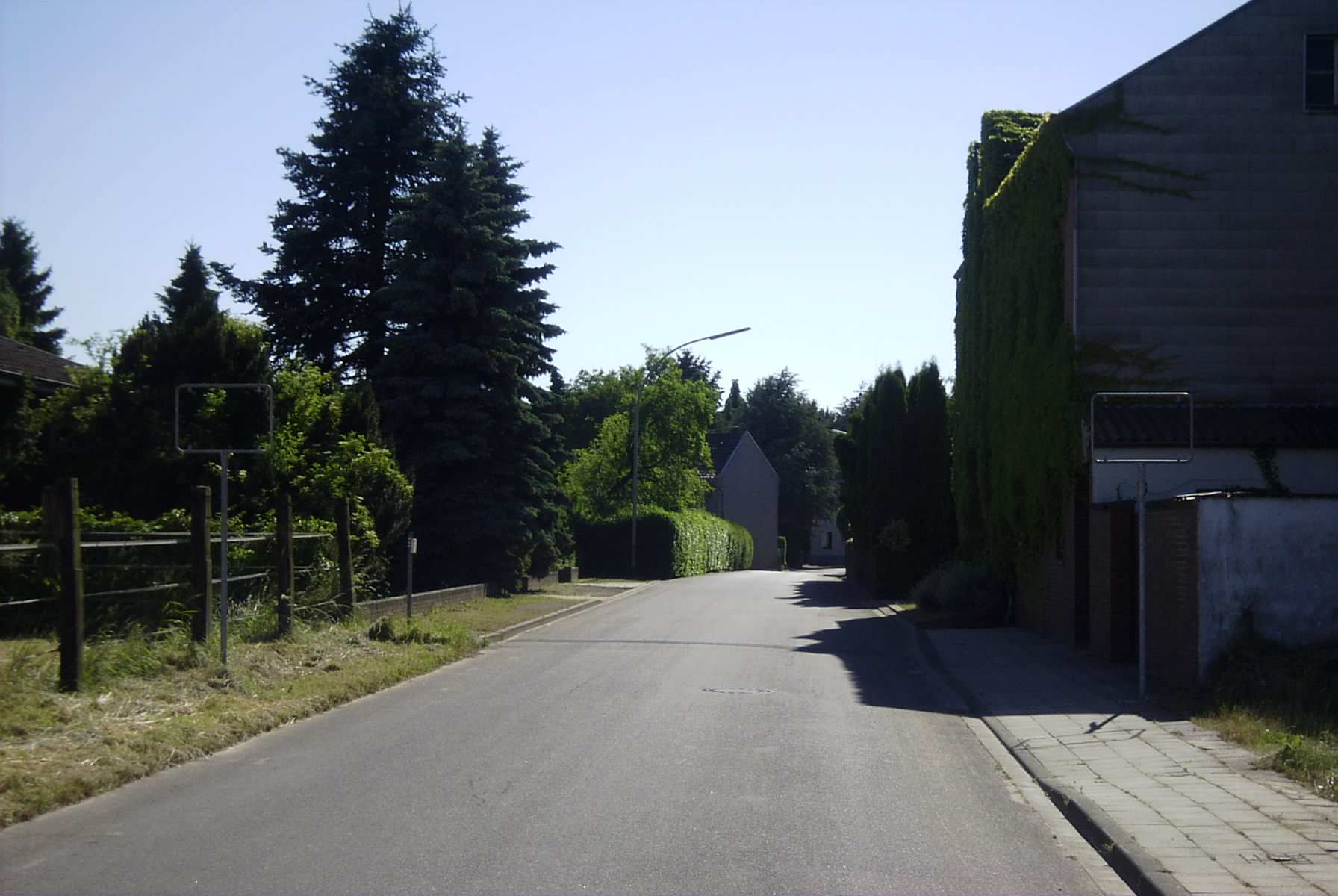
Abmontierte Ortsschilder
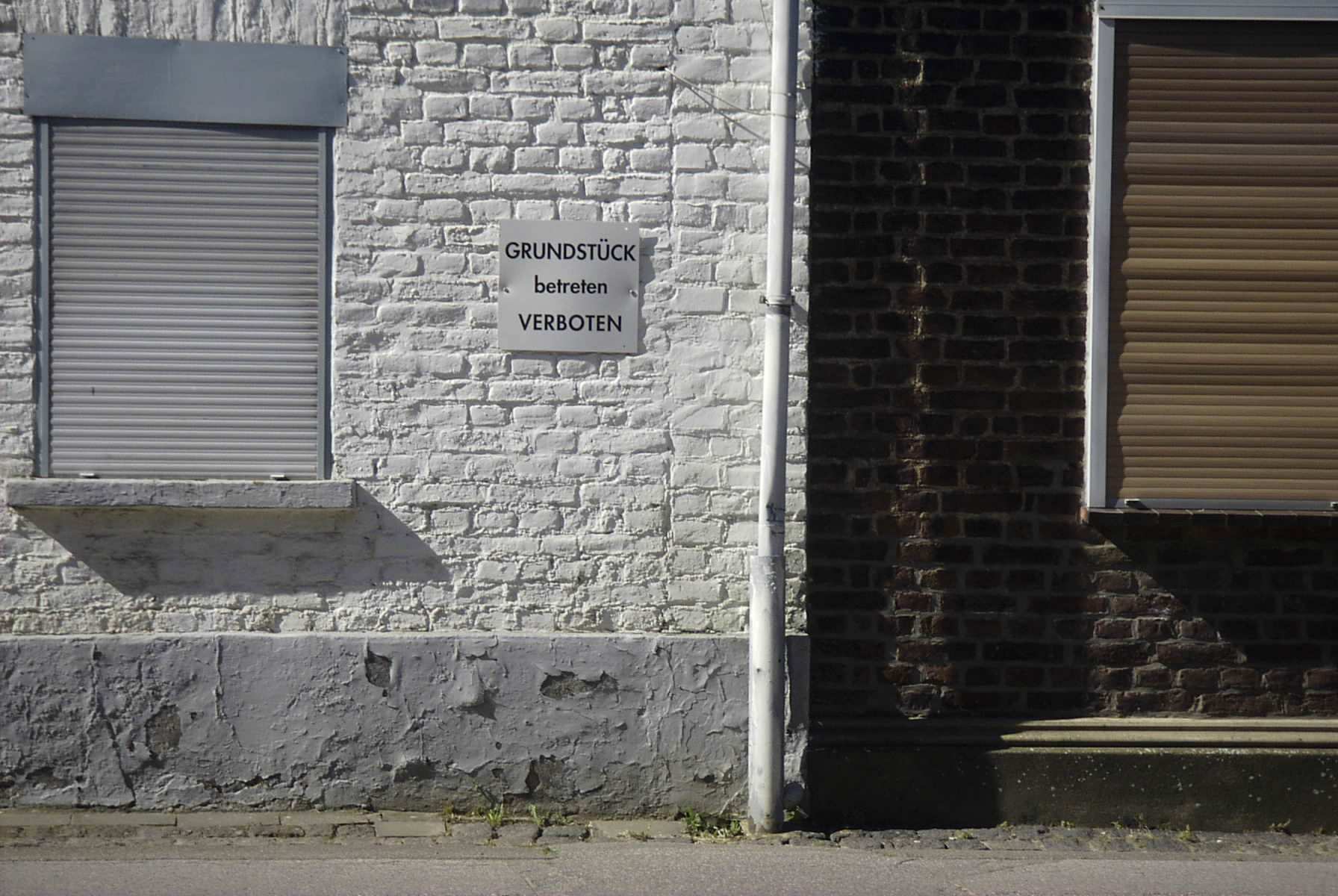
Verlassene Häuser in Spenrath
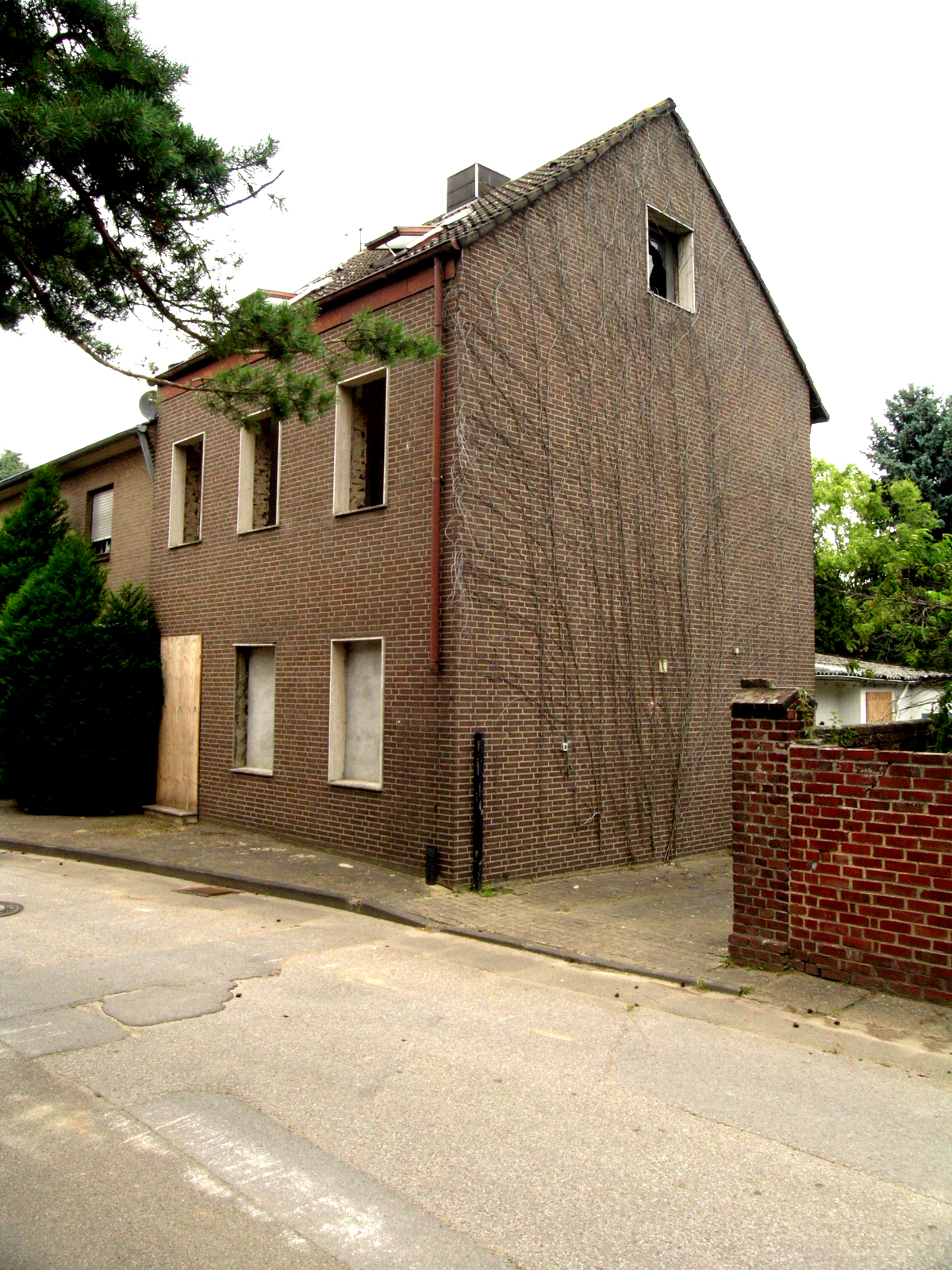
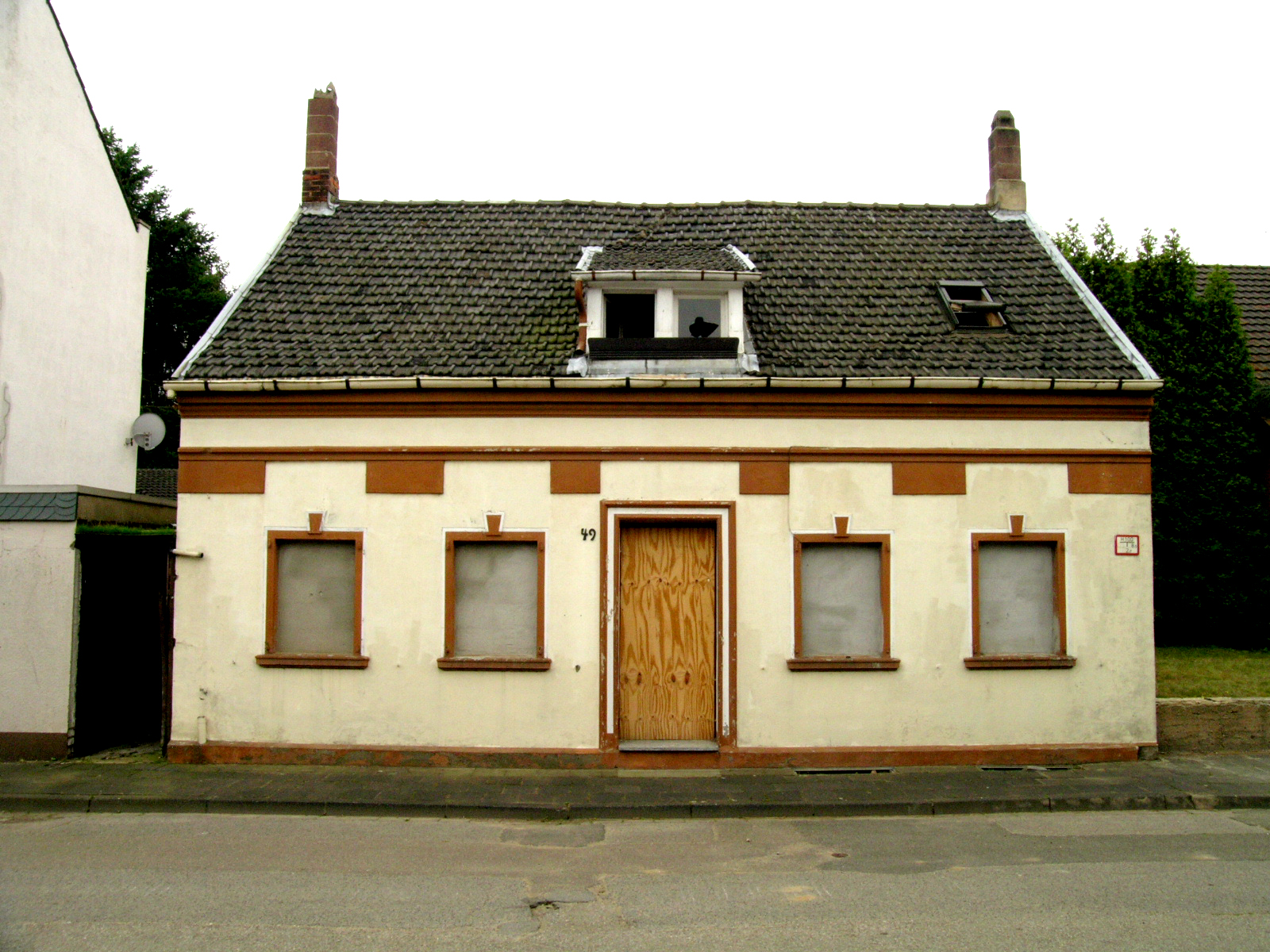
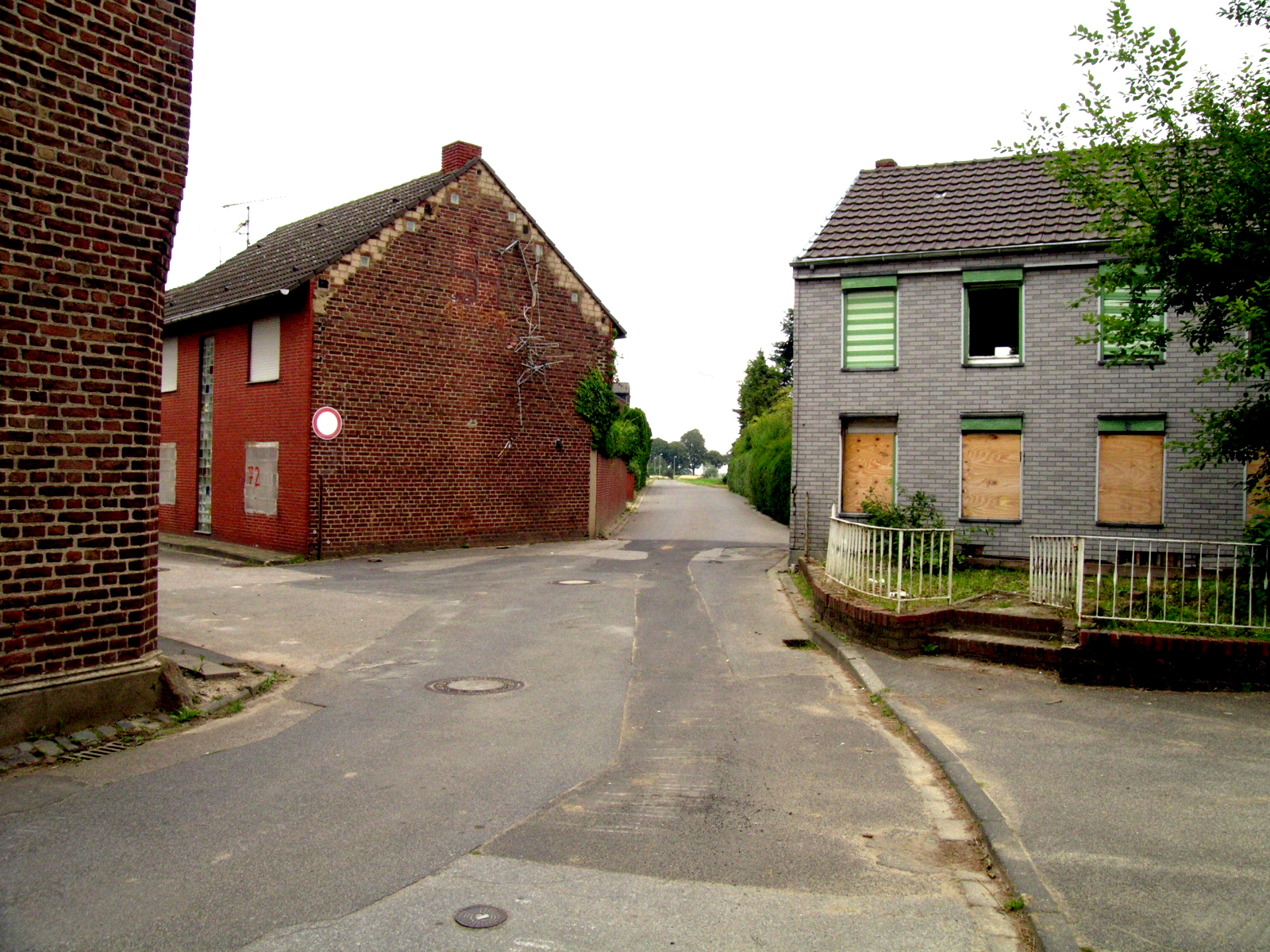
Verlassene Häusergruppe „an de Luhr“, 2007
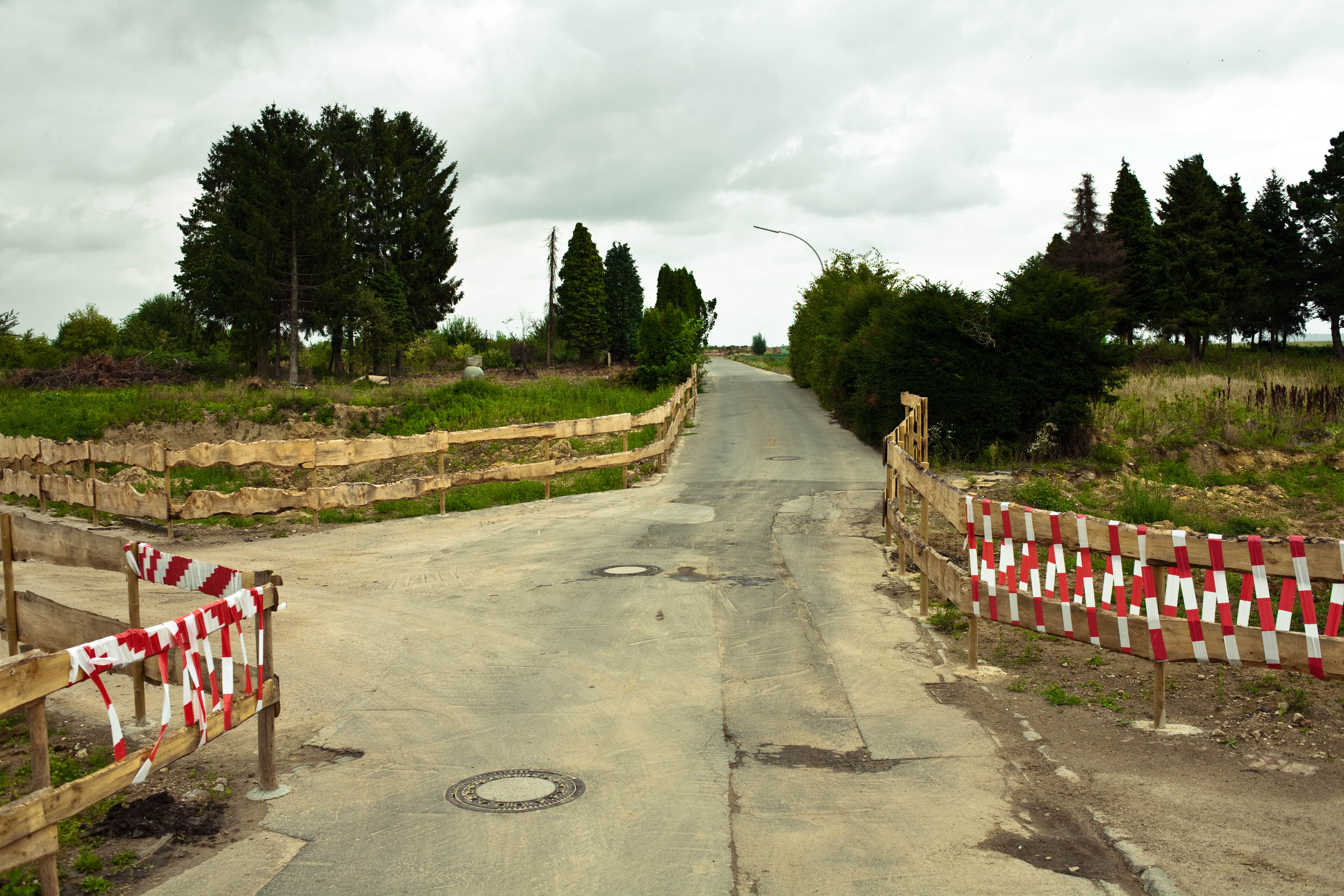
Spenrath 2009 im September – Blick vom gleichen Standpunkt wie linkes Bild.
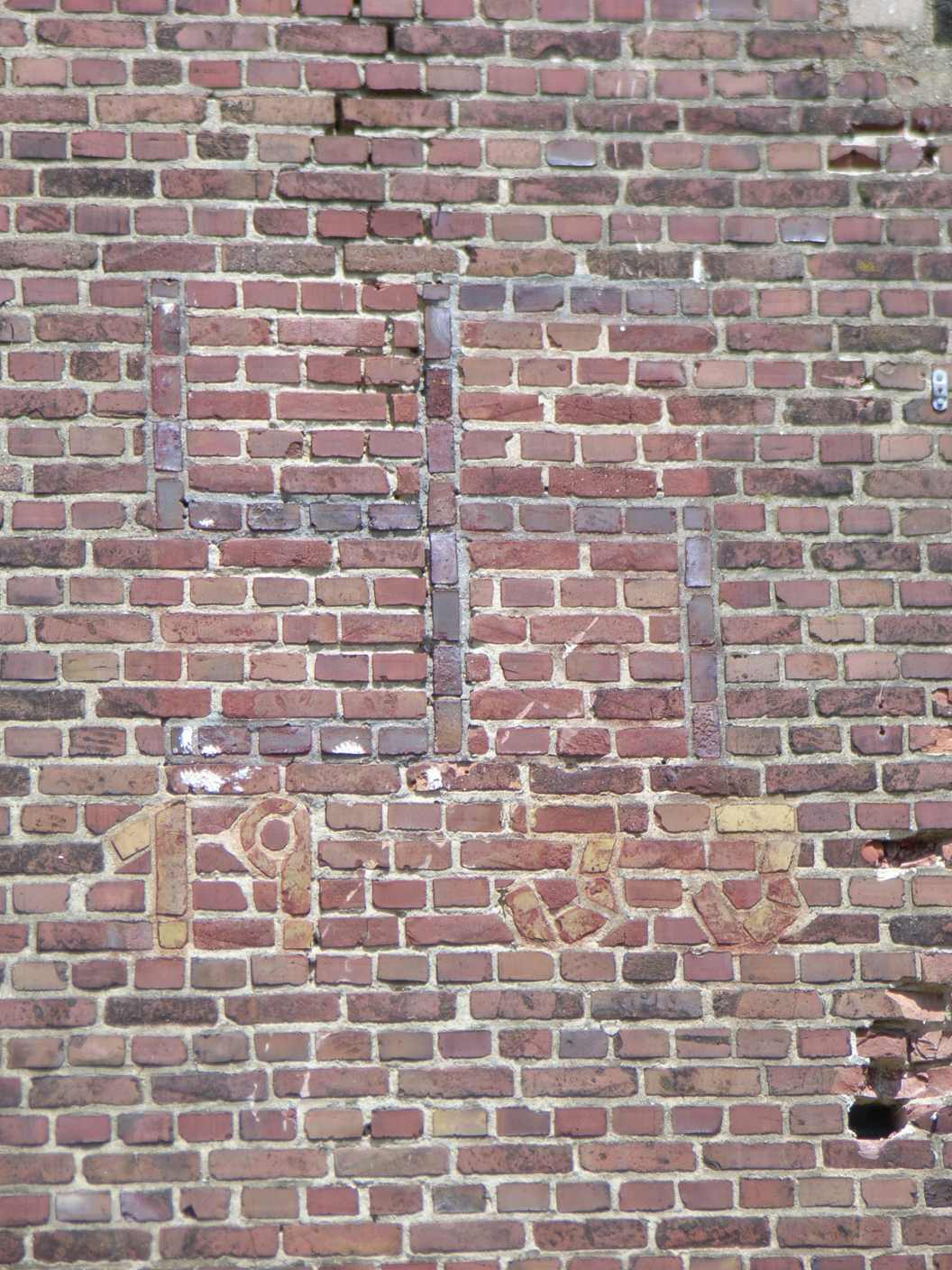
Giebeldetail
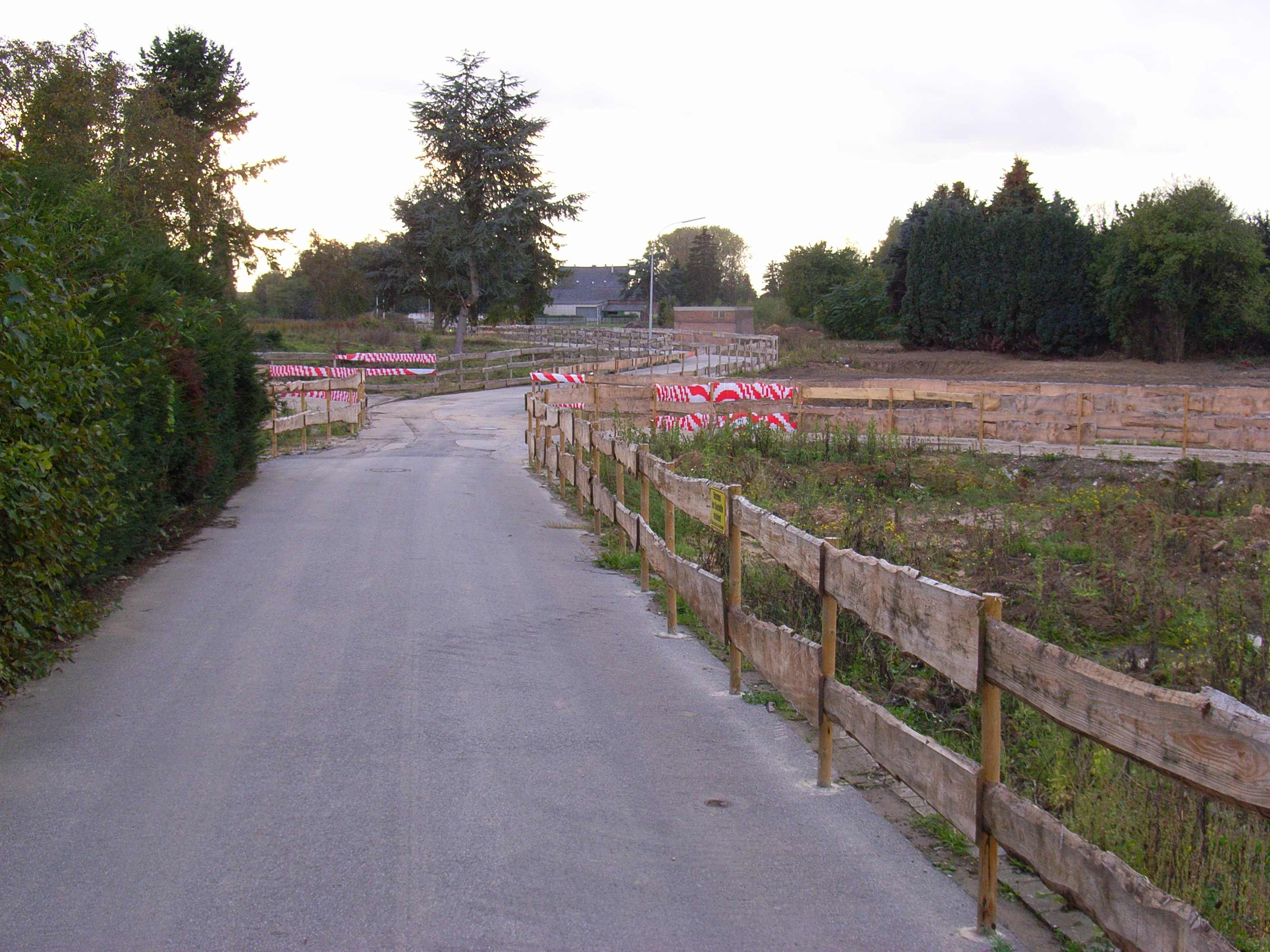
Spenrath 2010